# アメリカ合衆国のコミュニティ・カレッジ

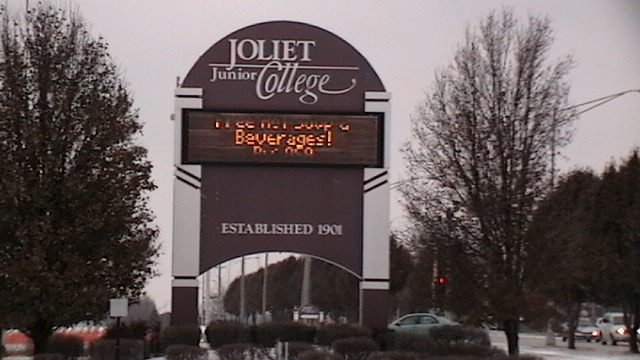
米国で最初のコミュニティカレッジである公立Joliet Junior College（イリノイ州ジョリエット、1901年設立）

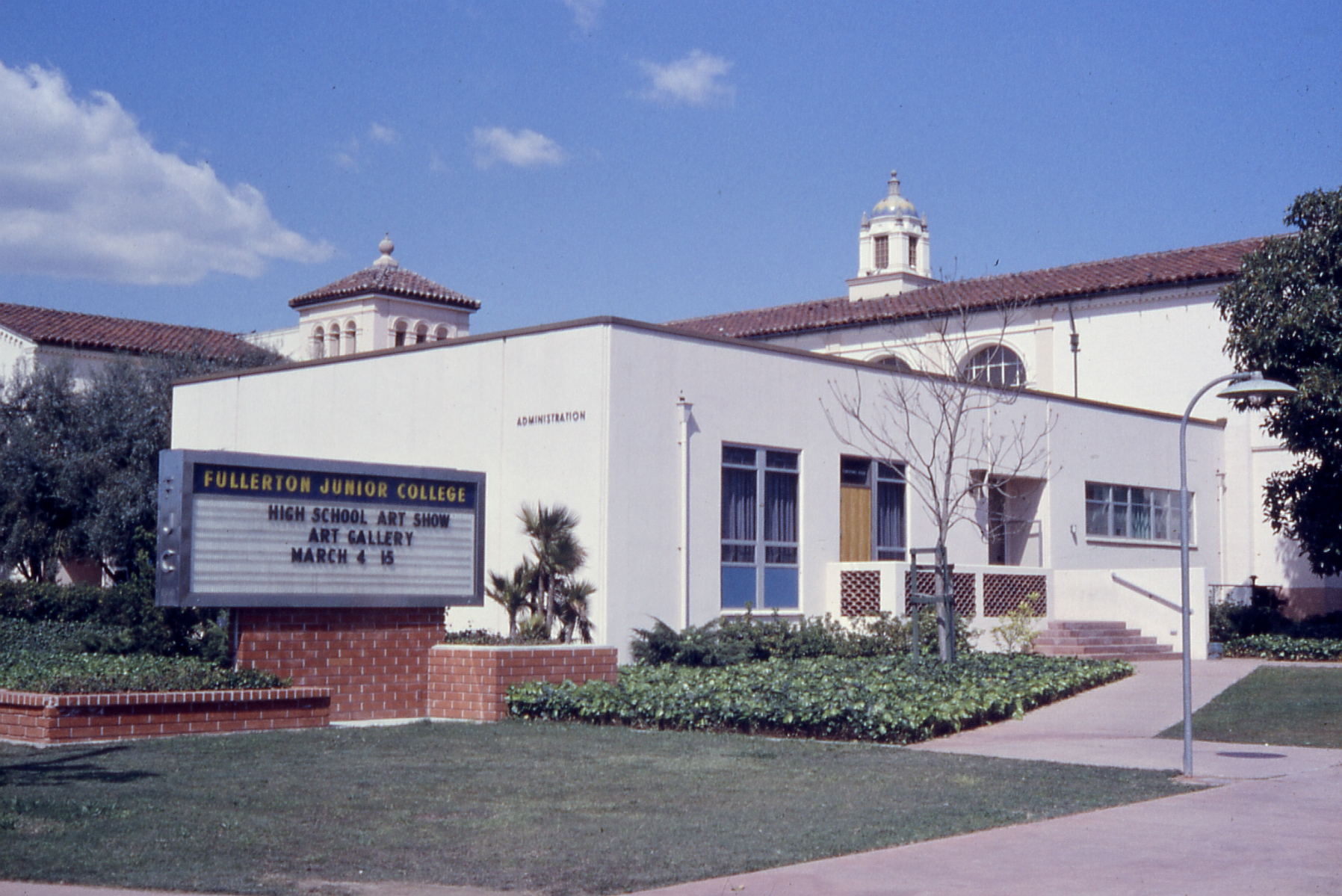
カリフォルニア州で最長の歴史を持つコミュニティカレッジであるFullerton College（カリフォルニア州フラートン、1913年設立）

アメリカ合衆国におけるコミュニティ・カレッジ（アメリカがっしゅうこくにおけるコミュニティ・カレッジ、Community colleges in the United States）は、1920年代に普及した2年制大学であり、州政府からの資金支援により運営されている公立の機関である。コミュニティ・カレッジでは、リメディアル教育、GED、高校の卒業証書、技術的な学位と証明書などが提供される。全米の大学約4000校ある内、3割を占める約1200校がこのコミュニティ・カレッジにあたる。
コミュニティ・カレッジでは、特にビジネス、会計学、コンピュータ、工学、ホスピタリティ、医療、教育学、アート、刑事司法等の学部が設置されており、学部を修了するとアソシエイト・ディグリーの学位が与えられる。加えて職業教育プログラムも中心に提供しており、コミュニティ・カレッジは通常、地元の州立大学やビジネス界と強い結びつきがあるため、地域社会のための大学と呼ばれることもある。こうした関係から、コミュニティカレッジのカリキュラムは、将来の学業での成功、ないしは卒業後の就職に向けて学生に実践的な知識と技術を身につけ社会で発揮できるよう作られている。
米国教育省配下の教育科学研究所によれば、2011-2012年の間では、米国全土では1050万人が公立コミュニティカレッジにて教育を受けていた。コミュニティカレッジを卒業した後、一部の学生は勉強を続けるために4年制大学に編入し、州に選ばれた学生は授業料が免除され、それをカレッジプロミス（College Promise）プログラムと呼ぶ。

## 用語
1970年代以前は、コミュニティカレッジはしばしばジュニア・カレッジと呼ばれ、その用語は今でも一部の機関や陸上競技、特にNJCAA（National Junior College Athletic Associationの略、2年制大学が加盟する全米二年制大学体育協会）で使用される。しかし、「ジュニア・カレッジ」という用語は現在、通常、私立の2年制大学を特徴付けるために使用される。「コミュニティカレッジ」という用語は、公的資金で支援されている公立の2年制大学を表すように進化した。1920年に「アメリカジュニア・カレッジ協会」として設立されたコミュニティカレッジの主要な全国擁護組織は、1992年にその名前を「アメリカコミュニティカレッジ協会」に変更した。

## 歴史
東海岸13州が独立を果たす前は、その地域のリーダーを養成することを目的とするリベラルアーツ・カレッジが創設され、一部の高所得者層の子弟が進学した。その後、アメリカ合衆国として独立し、農業などの実業を目的とした庶民向けの州立大学が生まれた。その後、ベトナム戦争などに従事した元軍人に対する教育、英語を母語としない移民や、低所得層に対する高等教育の提供という目的で生まれた。
「コミュニティ・カレッジ」という名前の起源については、デンマークからの移民たちが、母国の成人のための社会教育の機関、市民大学（フォルケホイスコーレ、Folkehoejskole ）を元に始めたものといわれている。ただし、グルンドヴィという作家で政治家だった人が始めたものともいわれ、これは北欧からドイツ、イギリスなどのそれぞれ形態を若干変えて広まっている。デンマークは、学歴、資格は一切授与しないもので、教育制度の中の諸大学とは競合しないとてもユニークなものである。コミュニティ・カレッジの起源についてはその他の説もある。

### カレッジプロミス
オバマ大統領は2015年の一般教書演説にて、コミュニティカレッジの学費を無料とすると演説し、この計画は「America’s College Promise」と呼ばれている。しかしその計画は支持があったにも関わらず実現には至らなかった  。
2015年には、501(c)(3)非営利団体Civic Nationによる、College Promiseプログラムがスタートした.。開始当時のプログラム参加校は53校であったが、2017年までには16の州において、州全体を対象とするCollege Promise プログラムを少なくとも1つは実施している。2019年時点では、全米において320 以上のプログラムが存在することが確認されている。College Promiseプログラムへの資金提供者は、Kresge財団、ニューヨーク・カーネギー財団、Ascendium財団、Proteus Fundなどである。

## 学修プログラム
- ISCED-4C - Vocational Certificate （1年未満）[11]
- ISCED-4C - Vocational Certificate （1-2年間）[11]
- ISCED-5B - Vocational Associate's Degree Programme （2年間）[11]
- ISCED-5A - Academic Associate's Degree Programme（2年間）[11]

コースは在学中に変更は可能である。ただし共通課目以外の専門科目の単位は、あらためて取得する必要があるため卒業までに、その単位を取得するまで時間がかかる場合がある。
どちらに進学するにしても、要求されるTOEFL-PBTの点数は500位が目安となるが学校によって異なる。最初は、ESLにTOEFL免除で入学して、規定のクラス履修後はTOEFLなしで大学課程に進学できる学校もある。しかし、全ての学校にESLがあるとは限らず、ESLがあっても大学進学にはTOEFLを要求する学校もある。

### AAディグリー課程（University Transfer）
AAディグリー課程（AA Degree, Academic Associate's Degree Programme）とは、Associate of Arts学位を取得するためのコース（レベル5A）。4年制大学の最初の2年間に履修する一般教養科目を履修し、4年制大学の3年次へ編入することができる学位。修了までにかかる主な時間の目安は18～24ヶ月間（90単位以上）。
このコースは、大学編入・アカデミックコース（University transfer）ともいい、4年制大学専門課程へ編入するため、1〜2年次に相当する教養科目を履修する。また、中等教育を12年生（18歳）まで受けなかったために大学進学資格がないカナダ人や、留学生のための進学準備プログラムであるカレッジ・プレバレーション・プログラムも開講されている。また州立大学の2年制大学の中には、一定の成績の上で同大学の4年制大学に編入できる制度がある。尚、ハワイのように州内のコミュニティーカレッジを卒業して、ハワイ州立大学に進学する場合、専攻はBAに限られるというケースもある。また、2年制大学で取得したGPAを4年制大学に移行できるかは提携内容次第である。このように大学間の提携によって進路や成績は大きく左右されるうえ、提携の大学以外への編入は単位の移行が一部認められないなど不利になることが多いので、編入コースを希望する生徒は事前の調査が望ましい。更に、一部私立トップ校のように2年制大学からの編入を全く認めていない大学もあるので、全ての4年制大学に編入可能なわけではない。
卒業時に授与される学位は、Associate of Arts Degree (AA, リベラルアーツ系短期大学士）と、Associate of Science Degree (AS, 理系短期大学士）の二系統がある。
- Associate of Arts (AA) Degree 
  - 対象分野：Art, Business, English, History, Humanities, Psychology, Sociology などの リベラルアーツ系
- Associate of Science (AS) Degree - General 
  - 対象分野：Math / Science 一般
- Associate of Science (AS) Degree - Option 1 
  - 対象分野：Biological, Environmental, Resource Sciences, Chemistry, Geology, Earth Sciences
- Associate of Science (AS) Degree - Option 2 
  - 対象分野：Engineering, Computer Science, Physics, Math, Atmospheric Science

アメリカでは高校卒業後、多くの人が4年制大学へ進学するための下準備として、AAディグリーコースを取る。このコースを修了すると、一般教養科目の単位が取得でき、4年制大学に編入する際に単位の移行ができる。 高校卒業後、4年制大学に直接入学するのは難関だし授業料も高いので、同じ一般教養なら、安く済むコミュニティカレッジで、という人が多くいる。普通は2年くらいでこのコースを終える。4年制大学は、コミュニティカレッジから受け入れる編入生の枠（20％前後）が決まっているので、高校卒業後、直ぐに4年制大学に合格できなくても、このルートで入学することができる。

### 職業アソシエイト課程
職業アソシエイト課程（Vocational Associate's Degree Programme）は職業教育を目的とした4年制大学編入を目的としない高等教育課程（5Bレベル）。
修了までにかかる主な時間の目安は、Associate in Applied Science(AAS)で18～24ヶ月間（90単位以上）で、卒業時にAssociate in Applied Science（AAS,アソシエイト）称号が授与される。
- Associate in Pre-nursing Degree - 看護学部進学準備短期大学士
- Associate Science in Nursing - 看護短期大学士　（正看護師(RN)の資格取得コースがある。尚、ASN(RN)のための学士取得コースが4年制大学にはある）
- Associate in Elementary Education Degree - 幼児教育学部進学準備短期大学士

### 職業サーティフィケート課程
職業サーティフィケート課程（Vocational Certificate Program）とは、サーティフィケート取得を目指す6～12ヶ月間の職業教育コース（4Cレベル）。
専門分野の職業に必要な技術を集中的に短期間で学修し専門職業の技術者を育成するプログラム。欧州における全国職業資格（英国NVQ）、職業適性証（仏国CAP）に近似する。
プログラムの修了には必修・選択必修科目があるが、このコースでは8週間～3ヶ月の期間で、多様な授業を受講できまる。
- オフィス技術、不動産、コンピューター援用デザインなどの専門分野がある。
- アメリカ人の多くが働きながらこのサティフィケートプログラムを取っている。短期間で実践的なプログラムを求める人には最適である。しかし短期間とはいっても、プログラムの修了にかかる時間はそれぞれのメジャーによって異なる。自分のスケジュールの組み方しだいで1～2年と変わってくる。
- 卒業時には 専門課程終了証書（Certificate） が発行される。留学生の場合は卒業後、プラクティカル・トレーニングビザを取得すれば、1年間合法的に働くことができる。
- ※ 注意事項→州や学科、編入学受入れ先大学により異なるが、一般にAASを始めとした職業訓練関連の学術称号の場合は大学への編入学が認められない場合があり、認められる場合でも編入先で認定される単位に制限が加わることが多い。詳細はen:Associate's degree（英語版ページ）を参照のこと。

### 継続教育
継続教育プログラムは、学位や資格取得を目指して単位をとるための学習というより、専門的または個人的な技能を伸ばしたい学生のためのもの。その分野の学生のための数限りなく多様な科目が用意されている。

## 認定
コミュニティ・カレッジが認定校なのかどうかは、2年制大学から4年制大学への編入を希望する場合特に重要であり、最初の2年間の勉強を、確実に認めてもらうためにある。米国のほとんどすべてのコミュニティ・カレッジと私立の2年制大学は、同じ地域にある4年制のカレッジと総合大学を認定している同じ団体から認定を受けている。しかし、留学を検討中の学生は、興味のある2年制大学の認定の有無を常に確認する必要がある。

### 編入と提携協定
認証の有無に加えて、コミュニティ・カレッジから4年制大学へ円滑に編入できるかどうかは、2つの学校の間の提携協定の強さにかかっている。こうした契約は、一方の学校から他方の学校にどの科目が自動的に移行できるか、従って4年制の学位取得コースの単位として計算できるかを規定している。
公立のコミュニティ・カレッジは、編入基準を整備するため、同じ州内の公立大学と密接に協力している。私立または州外の学校から単位を振り替える場合は、それほど明確に規定されていないこともある。
さらに、認可の有無や大学が決めた条件により、一部の4年制大学は、他の学校の特定の科目を受け入れることが出来ない。特にビジネスやエンジアリングの場合はそうだが、一つの分野で多くの科目を取る前に、どのような制限条件があるのか詳しい学業・編入カウンセリングに相談する必要がある。
最近の革新的な取り決めにより、編入がしやすくなっている。一部の学校は共同作業により、学生に対して2年制と4年制の大学両方への入学を同時に許可するという「二重入学許可」の方針を打ち出した。学生は短期大学士号の取得後、直ちに提携している総合大学の学士号プログラムに編入することができる。

## 入学
コミュニティ・カレッジは、「門戸開放」の入学方針を運用している。これは、入学を希望し、最低限の入学資格を有していれば、入学できることである。
- 各学校はそれぞれ、一連の入学要件を決めることになっているが、最低条件としては通常、次のようなものが含まれる。
  - 必要事項をすべて書き入れた入学願書。
  - 中等教育学校（通常12年間）を終了した証明書。
  - 英語能力の証明書（通常はTOEFLの点数）。
  - 学資援助の証明（I-20申請用紙に必要。第11章「学生ビザの申請」を参照）。

ほとんどのアメリカのコミュニティカレッジで、入学するのにTOEFLが必要。学校によって入学に必要なスコアの点数は違い、だいたいCBTで133～173点程度、ペーパーテストで450点～550点（PBT）。 TOEFLは リスニング・リーディング・文法の合計点の平均でスコアがでる。 例えば、リスニングが52、文法が58、リーディングが55の人が最低基準550点の大学に入りたいとする。平均が55あっても、全てのセクションにおいて55以上をクリアしていないといけないので、リスニングが52という場合、正式な入学許可は出ない。必要とされるTOEFLの点数は、しばしばコミュニティ・カレッジのほうが4年制大学よりも低くなっている。さらに、TOEFLのスコアが入学条件より多少低い場合でも、コミュニティ・カレッジは第二語学としての英語（ESL）プログラムに入ることを許可される可能性がある。指定されたすべてのESLのコースを終了すれば、コミュニティ・カレッジに入学できる。

## 学費
一般的に、州が補助金を出している公立のコミュニティ・カレッジで、留学生が学資援助を確保するのは困難。留学生に門戸が開かれている奨学金があるかどうか、大学に問い合わせてみるべきだが、学生用の資金のほとんどすべては連邦政府または州政府が出したもので、明確に米国市民と永住者のために割り当てられている。私立大学のほうが、学資援助を得る可能性がわずかに高くなっている。その他、財団や企業、協会などの民間団体も、助成金や奨学金などの基金を持っているところも少なくない。
大学の授業料と納付金は、学修プログラムによって、あるいは公立か私立かによって異なるが、2年制大学に通う費用は、同じ地域の4年制大学の費用より安い。カナダでも全土に200校近くあり、米国と同様、学費が安いことでも知られている。

## 留学する際の知識・注意点
学費の安いコミュニティカレッジで教養科目を取得してから4年制大学への編入を目指す学生も多い。実際に、州内の提携私立大学や州立大学に優先審査枠をもち、また専攻（プログラム）によっては特別基準の適用を受ける場合もあるため、編入率が高いカレッジも存在する。この場合もTOEFLのスコアが必要であり、4年制大学の入学と同じくらいのスコアまで英語力を磨く必要性がある。アメリカの4年制大学では日本の高校1年程度の学習内容の基礎を理解していれば留学できる為、初めから4年制大学のオプションクラスや、付属英語学校に入学したほうがよいという場合もある。

## 学生生活
ほとんどの2年制大学では学生用宿舎を提供しないが、しばしば地元の住宅支援グループを通じて支援を行っている。

## セーフティーネット
ワシントン大学は全米でも有数のトップ州立大学であり、編入してくる生徒の67％はシアトル周辺のコミュニティ・カレッジからの編入生である。編入生の多くがコミュニティ・カレッジ経由で入学している。カリフォルニア州のUCLAやUCバークレーなども同じようにコミュニティ・カレッジからの編入生が多い。
勉強を進めるための入口として、コミュニティ・カレッジに目を向ける留学生が増えている。この米国独特の学校の多くが、素晴らしいプログラム、編入時の振り替えが可能な単位、妥当な授業料、支援してくれる環境を持っている。米国の大学生の40％以上が、この2年制の大学に通っている。
- 全体像
  - 米国の高等教育システムの中の重要な部分
  - 学生をすぐ就職に結びつける質の高いプログラム
  - 学士号に結びつく編入短期大学士号プログラム
  - 費用対効果が非常に高い
  - 熱心な教授、少人数クラス、手厚い支援システム

日本では、竹中平蔵がコミュニティ・カレッジをセーフティーネットとして位置づけし、以下のように述べている。「私はアメリカの社会には、日本にはないセーフティーネットがあると思います。ある種、階級社会になっていますから、貧しいなら貧しいなりに暮らせる仕組みが、アメリカの社会にはあります。もう1つは、コミュニティーカレッジのシステムはすごいと思う。あれはようするにセーフティーネットなんですね。1回失敗した人が、もう1回上に行ける仕組みです。ところがコミュニティーカレッジに行く前に、ドロップアウトする人たちが出てきています。そのセーフティーネットを強化することだと思います。教育の機会均等を保っていくことが、アメリカにとっての活力の最大の課題だと思いますね。」

## コミュニティ・カレッジの例
- クラトソップ・コミュニティ・カレッジ
- ティラムーク・ベイ・コミュニティ・カレッジ
- ハワイ東海インターナショナルカレッジ（米国にある東海大学の系列校）
- サンタモニカカレッジ
- マーセッド・コミュニティカレッジ
- ディアンザカレッジ
- フットヒルカレッジ
- ニューヨーク市立大学ラガーディアコミュニティ・カレッジ